# Hannah and Her Sisters
Hannah and Her Sisters (bra: Hannah e Suas Irmãs; prt: Ana e Suas Irmãs) é um filme estadunidense de 1986, uma comédia dirigida por Woody Allen.

## Sinopse
O filme mostra a amizade e o relacionamento de três irmãs vivendo em Nova Iorque e seus conflitos amorosos e existenciais no meio de um grupo de amigos e parentes.

## Elenco principal
- Mia Farrow como Hannah
- Barbara Hershey como Lee
- Dianne Wiest como Holly
- Michael Caine como Elliot
- Woody Allen como Mickey Sachs
- Carrie Fisher como April
- Maureen O'Sullivan como Norma
- Lloyd Nolan como Evan
- Max von Sydow como Frederick
- Daniel Stern como Dusty
- Julie Kavner como Gail
- Fred Melamed como Dr. Grey
- Joanna Gleason como Carol
- Bobby Short como Bob
- Lewis Black como Paul
- Julia Louis-Dreyfus como Mary
- Christian Clemenson como Larry
- J. T. Walsh como Ed Smythe
- John Turturro como O Escritor
- Rusty Magee como Ron
- Sam Waterston como David
- Tony Roberts como Norman

## Principais prêmios e indicações
Oscar
| Ano  | Categoria                | Notas                        | Resultado |
| ---- | ------------------------ | ---------------------------- | --------- |
| 1987 | Melhor Filme             | Melhor Filme                 | Indicado  |
| 1987 | Melhor Diretor           | Woody Allen                  | Indicado  |
| 1987 | Melhor Ator Coadjuvante  | Michael Caine                | Venceu    |
| 1987 | Melhor Atriz Coadjuvante | Dianne Wiest                 | Venceu    |
| 1987 | Melhor Roteiro Original  | Woody Allen                  | Venceu    |
| 1987 | Melhor Edição            | Susan Morse                  | Indicado  |
| 1987 | Melhor Direção de Arte   | Stuart Wurtzel & Carol Joffe | Indicado  |

 Golden Globe Awards
| Ano  | Categoria                         | Notas                             | Resultado |
| ---- | --------------------------------- | --------------------------------- | --------- |
| 1987 | Melhor Filme - Comédia ou Musical | Melhor Filme - Comédia ou Musical | Venceu    |
| 1987 | Melhor Diretor                    | Woody Allen                       | Indicado  |
| 1987 | Melhor Ator Coadjuvante           | Michael Caine                     | Indicado  |
| 1987 | Melhor Atriz Coadjuvante          | Dianne Wiest                      | Indicado  |
| 1987 | Melhor Roteiro                    | Woody Allen                       | Indicado  |

BAFTA 1987 (Reino Unido)
- Vencedor nas categorias de melhor diretor e melhor roteiro original.
- Indicado nas categorias de melhor ator (Woody Allen e Michael Caine), melhor atriz (Mia Farrow), melhor atriz coadjuvante (Barbara Hershey), melhor edição e melhor filme.

César 1987 (França)
- Indicado na categoria de melhor filme estrangeiro.

Prêmio David di Donatello 1987 (Itália)
- Vencedor na categoria de melhor roteiro de filme estrangeiro.

Prêmio NSFC 1987 (National Society of Film Critics Awards, EUA)
- Vencedor na categoria de melhor atriz coadjuvante (Dianne Wiest).

Academia Japonesa de Cinema 1988 (Japão)
- Indicado na categoria de melhor filme estrangeiro.

Prêmio Bodil 1987 (Dinamarca)
- Venceu na categoria de melhor filme não-europeu.